# Agapetus belarecus
Agapetus belarecus är en nattsländeart som beskrevs av Lazar Botosaneanu 1957. Agapetus belarecus ingår i släktet Agapetus och familjen stenhusnattsländor. Inga underarter finns listade i Catalogue of Life.